# كرومباخ (النمسا)
كرومباخ (بالألمانية: Krumbach) هي قرية تقع في منطقة بريغينز أقصى غرب ولاية فورارلبرغ النمساوية. يوجد فيها كنيسة سانت مارتن التي شيدت في عام 1806 وجسر جايسين الخشبي الذي يعبر نهر بولجيناتش.